# Lješevići
Lješevići (cyr. Љешевићи) – wieś w Czarnogórze, w gminie Kotor. W 2011 roku liczyła 196 mieszkańców.